# Oswaldo Brenes Álvarez
Oswaldo Brenes Álvarez (Liberia, 5 agosto 1942 – Quesada, 11 febbraio 2013) è stato un vescovo cattolico costaricano.

## Biografia
Oswaldo Brenes Álvarez nacque a Liberia il 5 agosto 1942 da Jovino Brenes Mata e Bernarda Álvarez Cortés. Era il secondo di quattro fratelli. Gli altri erano suor Carmen Miguel, religiosa del Buon Pastore, Pedro Roque e Lázaro Jovino.

### Formazione e ministero sacerdotale
Frequentò il seminario minore di Tres Ríos dal 1956 al 1960. Compì gli studi per il sacerdozio presso il seminario maggiore centrale di Paso Ancho, San José, dal 1961 al 1966. Tra il 1991 e il 1992 completò un corso post laurea in teologia presso l'Università Nazionale della Costa Rica a Heredia e conseguì la laurea in educazione religiosa presso l'Università Cattolica della Costa Rica.
Il 18 dicembre 1966 fu ordinato presbitero per la diocesi di Tilarán. In seguito fu vicario parrocchiale a El Roble, Abanagares e Liberia; parroco a Nandayure, Filadelfia e Bagases; incaricato della direzione regionale dell'educazione religiosa; direttore del seminario introduttorio; professore dal 1994 al 2006, vice-rettore dal 1997 al 2000, rettore degli studi dal 2001 al 2003 e rettore del seminario maggiore centrale; assessore diocesano per la pastorale vocazionale e vicario parrocchiale della parrocchia di Nostra Signora degli Angeli a Cartagena dal 2007 e vicario generale e parroco della parrocchia dell'Immacolata Concezione a Bocas de Nosara dal 15 gennaio 2008.

### Ministero episcopale
Il 19 marzo 2008 papa Benedetto XVI lo nominò vescovo di Ciudad Quesada. Ricevette l'ordinazione episcopale il 24 maggio successivo dall'arcivescovo Osvaldo Padilla, nunzio apostolico in Costa Rica, co-consacranti il vescovo di Cartago José Francisco Ulloa Rojas e l'arcivescovo metropolita di San José de Costa Rica Hugo Barrantes Ureña.
Dal settembre del 2012 manifestò un grave deterioramento delle sue condizioni dovute a un carcinoma della prostata. Il 31 dicembre 2012 lo stesso papa Benedetto XVI accettò la sua rinuncia al governo pastorale della diocesi per motivi di salute.
Morì nel vescovado di Quesada alle 5:15 dell'11 febbraio 2013 all'età di 70 anni. Le esequie si tennero il giorno successivo alle ore 15 nella cattedrale di San Carlo Borromeo a Quesada e furono presiedute da monsignor Leopoldo José Brenes Solórzano, arcivescovo metropolita di Managua. Al termine del rito fu sepolto nella cripta dello stesso edificio.

## Genealogia episcopale
La genealogia episcopale è:
- Cardinale Scipione Rebiba
- Cardinale Giulio Antonio Santori
- Cardinale Girolamo Bernerio, O.P.
- Arcivescovo Galeazzo Sanvitale
- Cardinale Ludovico Ludovisi
- Cardinale Luigi Caetani
- Cardinale Ulderico Carpegna
- Cardinale Paluzzo Paluzzi Altieri degli Albertoni
- Papa Benedetto XIII
- Papa Benedetto XIV
- Papa Clemente XIII
- Cardinale Enrico Benedetto Stuart
- Papa Leone XII
- Cardinale Chiarissimo Falconieri Mellini
- Cardinale Camillo Di Pietro
- Cardinale Mieczysław Halka Ledóchowski
- Cardinale Jan Maurycy Paweł Puzyna de Kosielsko
- Arcivescovo Józef Bilczewski
- Arcivescovo Bolesław Twardowski
- Arcivescovo Eugeniusz Baziak
- Papa Giovanni Paolo II
- Arcivescovo Osvaldo Padilla
- Vescovo Oswaldo Brenes Álvarez